# Australische Verfassungskrise von 1975
Die Australische Verfassungskrise von 1975 bezieht sich auf Ereignisse, auf deren Höhepunkt der damalige Generalgouverneur von Australien, Sir John Robert Kerr, den Premierminister Gough Whitlam der Australian Labor Party entließ und stattdessen den Oppositionsführer Malcolm Fraser zum Premierminister ernannte.

## Hintergrund
Entsprechend den Konventionen des Westminster-Systems, in dessen Tradition das australische Regierungssystem steht, hat der Monarch bzw. der Gouverneur als dessen Stellvertreter den Rat (advice) des Regierungschefs als Anordnung zu befolgen. Ein Beispiel dafür ist die Ernennung des ersten in Australien geborenen Generalgouverneurs des Landes, Isaac Isaacs 1931, die ursprünglich vom Establishment abgelehnt wurde, das den Gewohnheiten jener Tage entsprechend einen britischen Adeligen bevorzugte. Die Durchsetzung von Isaacs erforderte seinerzeit eine Reise des damaligen Ministerpräsidenten James Scullin nach London, wo er nach anhaltendem Widerstand König George V. letztendlich mit den direkten Worten „I advise you“ zur Ernennung von Isaacs zwang. Es sei angemerkt, dass dieses Ereignis auch die formelle konstitutionelle Separation zwischen dem Vereinigten Königreich und Australien darstellt, da hiermit etabliert war, dass der Monarch unabhängig von der britischen Regierung auch dem Rat der australischen Regierung Folge zu leisten hatte. Der Generalgouverneur mutierte in diesem Moment von einem persönlichen Repräsentanten des Monarchen zu einem Organ der australischen Verfassung.
Ob der Monarch, bzw. dessen Stellvertreter allgemein oder in besonderen Fällen auch ohne Rat des Regierungschefs handeln können, und wenn ja unter welchen Umständen, ist umstritten. Beim Handeln ohne Rat des Regierungschefs ist der Monarch darauf angewiesen, Teile der Verfassung als Reservegewalten zu interpretieren.

## Ausgangslage
Im Oktober 1975 nutzte die Liberale Partei ihre Mehrheit im Senat, in dem jeder Bundesstaat gleich viele Stimmen hat, um mehrere wichtige Gesetze der Regierung abzulehnen, bis Whitlam der Ausrufung von Neuwahlen des Repräsentantenhauses zustimmte. Während Whitlam sich weigerte, zurückzutreten und Neuwahlen auszurufen, weigerte sich Malcolm Fraser die Haushaltsgesetze im Senat passieren zu lassen. Da der Senat nur das Recht hat, Haushaltsgesetze abzulehnen, nicht aber, alternative Gesetze einzubringen, lag eine durch Fraser verursachte Blockadesituation vor, die vordergründig nur durch die Regierung Whitlam gelöst werden konnte, indem sie sich der politischen Erpressung der Opposition beugt. Whitlam wiederum hatte seinerzeit als Oppositionsführer mit genau derselben Blockadepolitik gedroht. Wenn es zu einer Fortführung dieser ausweglosen Situation gekommen wäre, wäre der Regierung schließlich das Geld ausgegangen und sie hätte keine finanziellen Verpflichtungen tätigen können. Es wurde erwartet, dass diese Situation Ende November 1975 eintreten würde.
Whitlam war sicher, dass einige liberale Senatoren von dieser extremen Haltung Abstand nehmen würden, wenn er selbst auf seinen Standpunkt beharrte. Außerdem nahm er an, dass die öffentliche Meinung wegen der Taktik Frasers auf seiner Seite sei und er in einem passenden Augenblick die Nachwahl der Hälfte des Senats ausrufen könnte, um den Stillstand aufzubrechen und seine Regierung zu stärken.
Fraser nahm diese Abwägungen ebenfalls vor, da ihm bekannt war, dass einige liberale Senatoren tatsächlich unsicher wegen der Blockade der Gesetze waren und für eine baldige Aufgabe des Stillstandes eintraten. Er sah auch, dass die öffentliche Meinung mit dem Ausnutzen der Blockademöglichkeit im Senat nicht einverstanden war. Aus diesem Grund war er bemüht, einen baldigen Höhepunkt der Krise zu erreichen, und sah den schnellsten Weg hierzu in einer Intervention des Generalgouverneurs.
Oppositionelle Hinterbänkler begannen, Kerr um die Entlassung von Premierminister Whitlam im Laufe des Oktobers 1975 zu bitten. Am 16. Oktober 1975 veröffentlichte allerdings mit dem früheren Solicitor General Robert Ellicott ein führender Abgeordneter der Liberal Party ein von Fraser gebilligtes und für das Schattenkabinett verfasstes Rechtsgutachten, in dem Ellicott darstellte, dass Kerr nicht nur das Recht, sondern die Pflicht zur Entlassung der Regierung hätte, falls diese keine Unterstützung hätte. Whitlam vertrat weiterhin die Auffassung, dass der Generalgouverneur nicht intervenieren könnte, da er immer auf Ratschlag des Premierministers handeln müsste. Kerr aber sah dies als Einschüchterung ihm gegenüber und auch als Ausdruck eines Standpunktes zur Betrachtung der Reserve Powers, die er nicht teilte.
Kerr sah sich daher selbst als aktiv Handelnden in dieser sich entfaltenden politischen Situation. In mehreren Gesprächen verdeutlichte er gegenüber Ministern der Regierung Whitlam die Ansicht, dass er als Generalgouverneur aktiv einem drohenden Geldausgehen der Regierung begegnen müsste. Zu diesem Zweck unterbreitete er am 30. Oktober 1975 Whitlam und Fraser eine Kompromisslösung, die die Genehmigung des Haushalts durch Fraser im Austausch zur Aufgabe von Whitlams Plänen zur Ausrufung von Nachwahlen zum Senat vorsah und somit ein Aufgeben von Fraser bedeutete. Fraser lehnte dies am 2. November 1975 ab und schlug stattdessen die Genehmigung des Haushalts zu Lasten einer Neuwahl zum Repräsentantenhaus im ersten Halbjahr 1976 vor, was Whitlam wiederum ablehnte, da nach Westminster-System nicht der Führer der Opposition, sondern der Premierminister den Zeitpunkt von Wahlen bestimme.

## Entlassung Whitlams
Generalgouverneur Kerr, der zu diesem Zeitpunkt keine starke Beziehung zum Premierminister hatte, sah Whitlam als unversöhnlich an. Insbesondere betrachtete er das Vorgehen des Bundesverwaltungsrates (Federal Executive Council) während der Khemlani-Loans-Affäre als unangemessen. Kerr befürchtete ferner, dass Premierminister Whitlam die Königin bitten würde, Kerr zu entlassen, falls Whitlam erfahren würde, dass Kerr die Entlassung des Premierministers plante.
Whitlam andererseits ging davon aus, dass Kerr in der gewohnten Art und Weise der bisherigen Generalgouverneure die Haltung der Regierung akzeptieren und keine Schritte gegen diese unternehmen würde. Aus diesem Grund unternahm er nichts zu einer Entlassung des Generalgouverneurs, führte trotz Verfassungskrise allerdings auch keine Gespräche mit Kerr.
Am 6. November 1975 sprach Kerr, mit Kenntnis von Whitlam, abermals mit Oppositionsführer Fraser. Fraser erklärte, dass die Opposition nicht ihre Haltung ändern und keinen Kompromiss akzeptieren würde. Darüber hinaus drohte er Kerr damit, dass die Opposition dem Generalgouverneur öffentlich Versagen in der Amtsführung vorwerfen werde. Damit wollte er Kerr zu Neuwahlen bis Ende 1975 zwingen. Der Zeitdruck ergab sich insbesondere daraus, dass nach dem damals geltenden Wahlsystem eine Neuwahl bis zum Jahresende nur noch bis zum 11. November 1975 ausgerufen werden konnte und Kerr daher nur maximal fünf Tage Bedenkzeit hatte. Fraser glaubte nach diesem Treffen, dass Kerr Premierminister Whitlam entlassen würde.
Am 9. November 1975 holte Kerr den Rat des Präsidenten des höchsten Gerichtes ein, Sir Garfield Barwick. Der Gerichtspräsident Barwick bestätigte Kerr dabei auf dessen Nachfrage, dass der Generalgouverneur die verfassungsmäßige Macht zur Entlassung des Premierministers habe. Dieser Meinung stimme ein weiterer Richter des Gerichtes zu, Sir Anthony Mason. Bei der Bestätigung handelte es sich jedoch nur um eine informelle und persönliche Darstellung Barwicks, da Kerr nicht das Oberste Gericht als Institution, sondern lediglich dessen Präsident um Rat ersucht hatte, zumal das Oberste Gericht keine Rechtsberatungen veröffentlichte. Darüber hinaus wurde Barwick selbst vorgeworfen, nicht unparteiisch entschieden zu haben, da er vor seiner Tätigkeit als Chief Justice unter anderem Generalstaatsanwalt (Attorney General) in der liberalen Regierung von Robert Menzies gewesen war. Der Ratschlag Barwicks trug letztlich mit dazu bei, dass Kerr sich zur Entlassung des Premierministers durchrang, was er Whitlam jedoch noch nicht mitteilte.
Am Morgen des 11. November 1975 bat Whitlam den Generalgouverneur um ein Gespräch nach den Feierlichkeiten zum Ende des Ersten Weltkrieges 1918 (Remembrance Day). Whitlam wollte dabei Kerr um die Neuwahl des halben Senats bitten, um dadurch das Patt zwischen Regierung und Opposition zu beenden.
Nach dem Gespräch mit Whitlam fragte Kerr angeblich den Oppositionsführer Fraser, ob dieser im Falle einer Berufung zum Premierminister das Haushaltsgesetz passieren ließe, einer Auflösung der beiden Kammern des Bundesparlaments zustimme und keine Ernennungen, keine neue politischen Programme und keine Untersuchungen gegen die derzeit noch amtierende Regierung einleiten würde. Fraser sagte ihm dies zu. Allerdings bestreitet Kerr in seinen Memoiren, dass dieses Gespräch stattgefunden habe.
Am Mittag jenes 11. Novembers erschien Whitlam im Amtssitz des Generalgouverneurs. Kerr fragte ihn bezüglich sofortiger Neuwahlen des Repräsentantenhauses, was Whitlam verneinte. Daher übergab er ihm das Entlassungsschreiben. Unmittelbar darauf ernannte Kerr Fraser, der sich ebenfalls im Amtssitz befand, zum neuen Premierminister.

## Neuwahlen
Auf Rat von Premierminister Fraser setzte Generalgouverneur Kerr unmittelbar Neuwahlen für den 13. Dezember an, sowohl des Senats als auch des Repräsentantenhauses. Dies bedeutete auch die Auflösung beider Parlamentskammern (Double Dissolution); dies kam in der australischen Parlamentsgeschichte bis zu diesem Zeitpunkt erst drei Mal vor. Darum konnte Whitlam kein Misstrauensvotum gegen Fraser im Repräsentantenhaus durchführen.
Die Nachricht von der umstrittenen Entlassung Whitlams wurde in der Folgezeit von massiven Protesten gegen Kerr begleitet. Doch die am 13. Dezember 1975 durchgeführten Wahlen gewann die Liberal Party Frasers mit überwältigender Mehrheit von 68 Mandaten gegenüber der Labor Party Whitlams, die nur noch 36 Parlamentssitze erhielt.
Obwohl Kerr seine Haltung und die Entlassung ausführlich begründete, werden beides, die Amtsenthebung Whitlams und die Ermächtigung zur Parlamentsauflösung, bis heute als verfassungsrechtlich fragwürdig eingestuft. Ein derartiges Vorgehen hatte es vorher und danach nicht mehr gegeben. Welche Beweggründe den Generalgouverneur zu diesem Vorgehen veranlasst haben, ist bis heute jedoch wegen der unterschiedlichen Darstellungen der handelnden Personen ungeklärt.